# Gabriel Bibron
Gabriel Bibron (Paris, 20 de outubro de 1805 – Saint-Alban, 27 de março de 1848) foi um zoólogo francés. 

## Vida

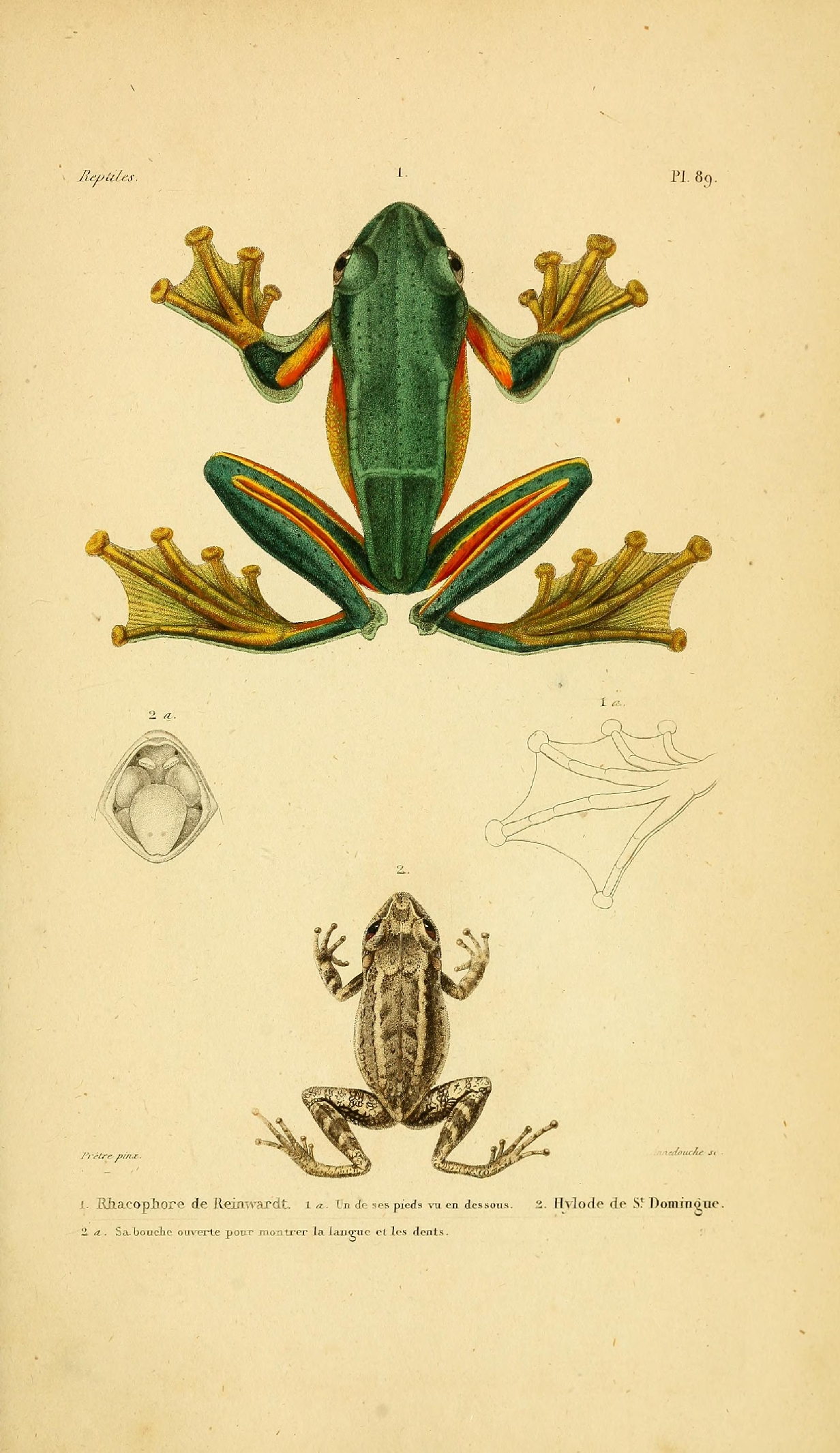
Placa 89 da Erpétologie Générale

Ele nasceu em Paris. Filho de um funcionário do Museum national d'histoire naturelle, tinha uma boa base em história natural e foi contratado para coletar vertebrados na Itália e na Sicília. Sob a direção de Jean Baptiste Bory de Saint-Vincent (1778–1846), participou da expedição Morea ao Peloponeso.
Ele classificou inúmeras espécies de répteis com André Marie Constant Duméril (1774-1860), que conheceu em 1832. Duméril estava interessado principalmente nas relações entre os gêneros, e deixou a Bibron a tarefa de descrever as espécies. Trabalhando juntos, eles produziram a Erpétologie Générale, um relato abrangente dos répteis, publicado em dez volumes de 1834 a 1854. Além disso, Bibron ajudou Duméril com tarefas de ensino no museu e foi instrutor em uma escola primária em Paris.
Bibron contraiu tuberculose e se aposentou em 1845 para Saint-Alban-les-Eaux, onde morreu aos 42 anos.

## Taxa nomeada em homenagem a Bibron
Bibron é comemorado nos nomes científicos de dez espécies de répteis.
- Afrotyphlops bibroni, uma cobra cega
- Atractaspis bibroni, uma cobra venenosa
- Calliophis bibroni, uma cobra venenosa
- Candoia bibroni, uma jibóia
- Chondrodactylus bibronii, uma lagartixa
- Diplolaemus bibronii, um lagarto
- Enyalius bibronii, um lagarto
- Eutropis bibronii, um lagarto
- Liolaemus bibronii, um lagarto
- Pelochelys bibroni, uma tartaruga

Uma décima primeira espécie, mais comumente conhecida como Agama impalearis, foi nomeada Agama bibronii por André Marie Constant Duméril em 1851, porém uma decisão do ICZN em 1971 confirmou que o nome correto era A. bibroni. 